# Rio Sarapiqui
Le río Sarapiqui  est une rivière du Costa Rica et un affluent de la rivière San Juan.

## Étymologie
Autrefois, le Sarapiqui était appelé Siripiquí (XVIe siècle).
Son origine indigène vient peut-être de la branche linguistique du chibchoide dans laquelle le mot « si » est lié à l'eau.

## Histoire
Au cours de l'époque coloniale et après l'indépendance, le rio Sarapiqui a été largement utilisé par les résidents de la vallée centrale, en l'absence d'un port dans les Caraïbes, comme un moyen d'accès à la mer des Caraïbes. Il a également été utilisé par des pirates anglais pour pénétrer à l'intérieur du pays et y faire des pillages.
La navigation sur la rivière eu également  une grande importance au cours de la Campagne nationale du Costa Rica, et un poids stratégique pour les deux parties, car elle fut le théatre de la bataille de Sardinal  le 10 avril 1856. Par cette bataille la rivière Sarapiqui prend le titre de monument national.

## Géographie
Le rio Sarapiqui a une longueur de 85 km et prend sa source dans les contreforts nord de la cordillère centrale, dans la lagune Botos du volcan Poas à 2 708 mètres d'altitude. Ses principaux affluents sont le Rio Sucio et Toro River, abondante et d'une longueur d'environ 60 kilomètres .
La partie supérieure du bassin est protégée par les parcs nationaux  Poas Volcano et Braulio Carrillo.
Les zones le long de la rivière sont essentiellement constituées par la forêt tropicale, caractérisée par une végétation luxuriante et une variété importante d'animaux et d'insectes.

## Navigabilité
La rivière est connu pour son importance en tant que moyen de transport fluvial depuis l'époque pré-hispanique. Elle commence à être navigable en recevant la rivière Puerto Viejo, dans les 30 derniers kilomètres de son cours .
L'absence de routes accessibles dans la partie inférieure du bassin, en particulier pendant la saison des pluies renforce l'importance du Sarapiqui pour les divers transports. La rivière passe aux abords des villes de San Miguel, La Virgen et Puerto Viejo.

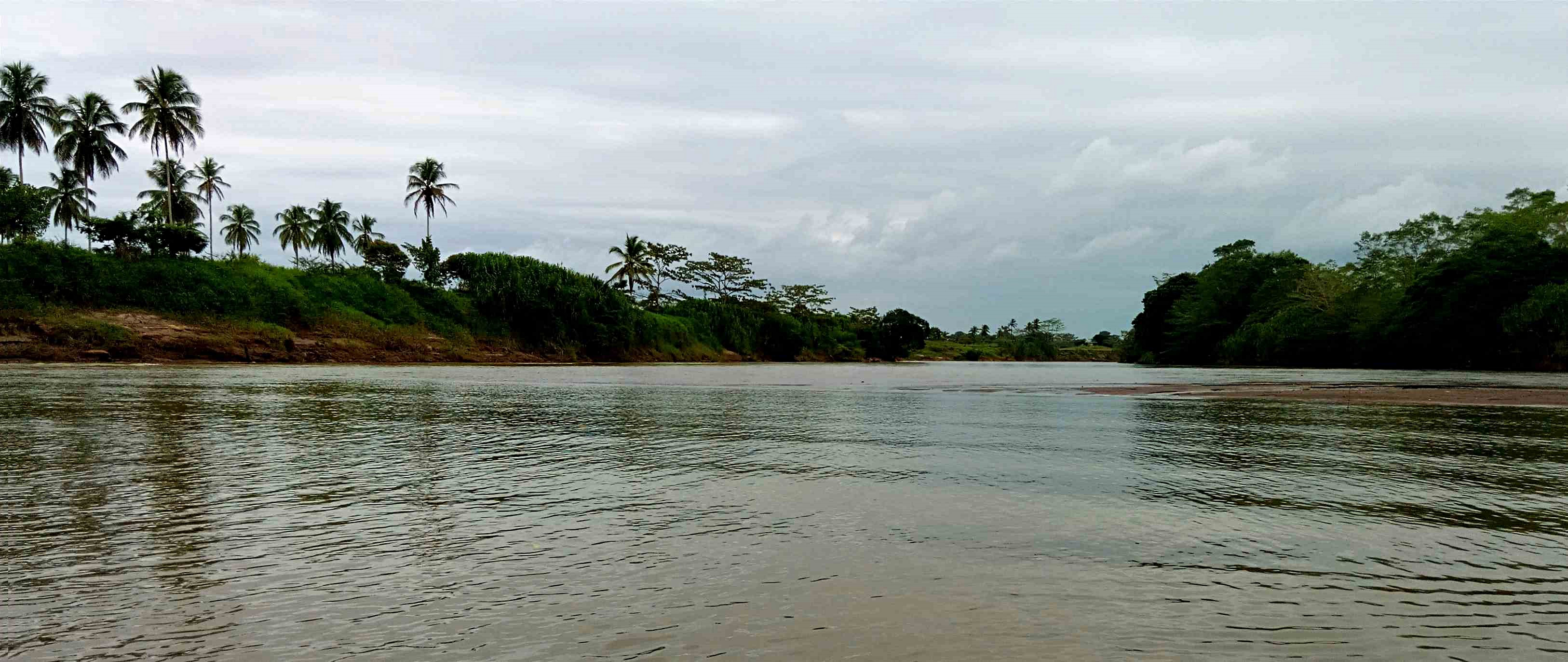
Le Rio Sarapiqui dans sa partie navigable au nord de Puerto Viejo.

## Écologie
Dans cette région se trouve La Selva, station biologique de 3 739 hectares, l'une des trois stations de recherche écologiques néotropicaux et de conservation les plus importantes au Costa Rica.
Dans la zone protégée, vivent environ 120 espèces de mammifères, y compris les jaguars, les tapirs, agoutis, les chauves-souris et 3 espèces de singes, plus de 420 espèces d'oiseaux, 500 espèces de papillons et environ 2000 différents types de plantes, et plus de 400  espèces de fourmis.
Le long du lit de la rivière Sarapiqui ont été établies d'autres réserves fauniques, comme le refuge national de la faune Tapiria et la réserve biologique de Tirimbina.

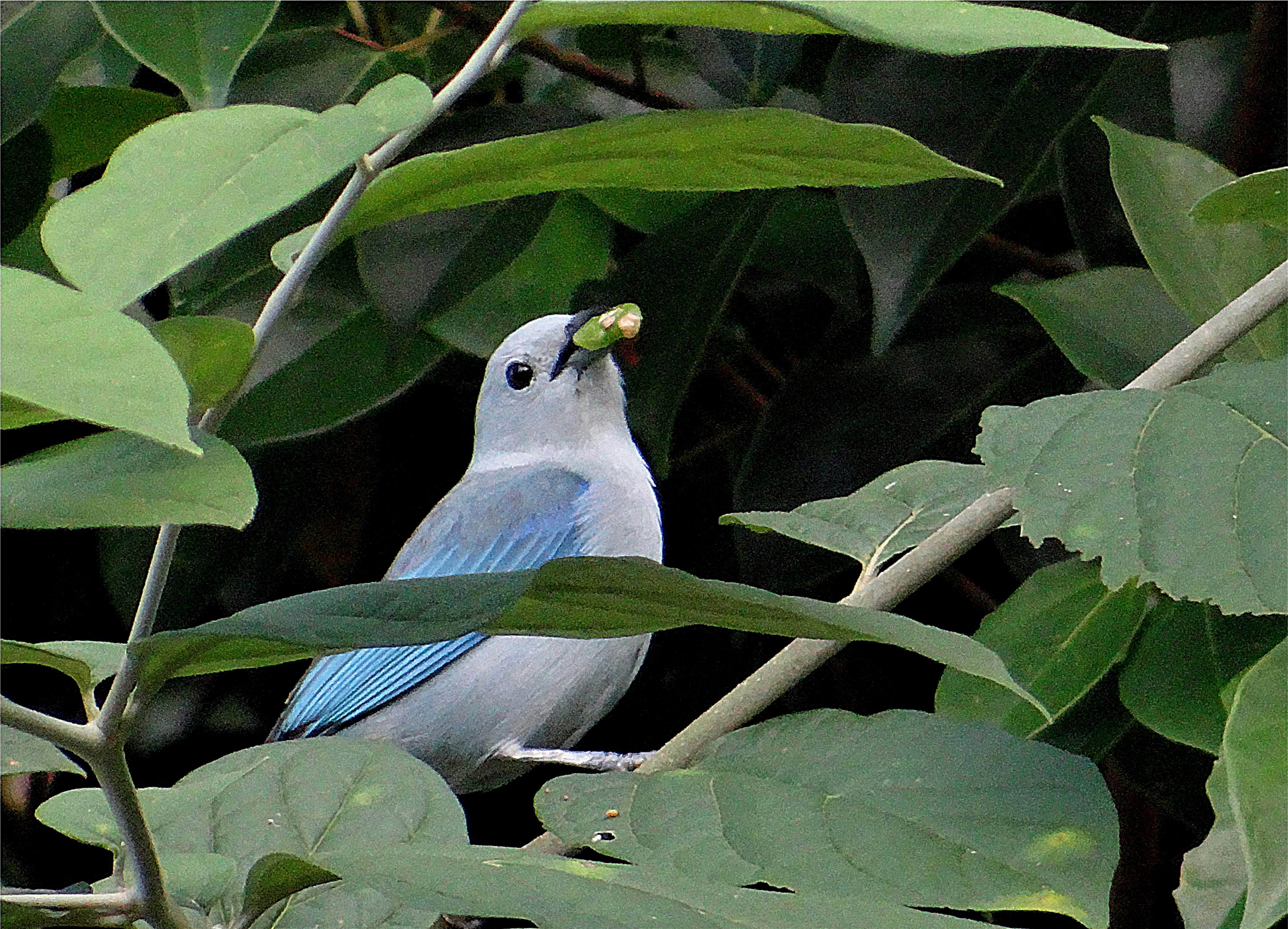
Tangara évêque
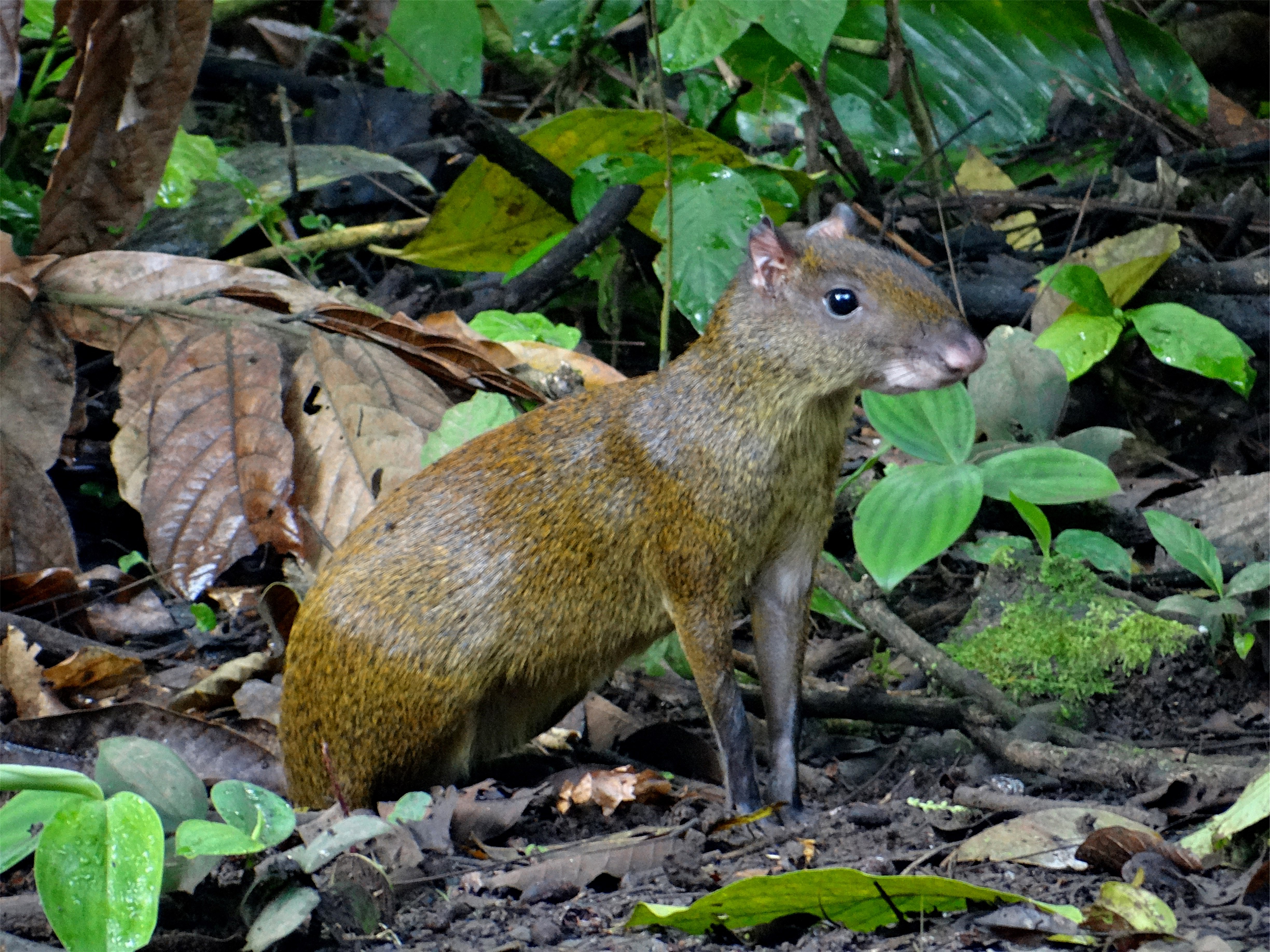
Agouti, Réserve biologique de Tirimbina
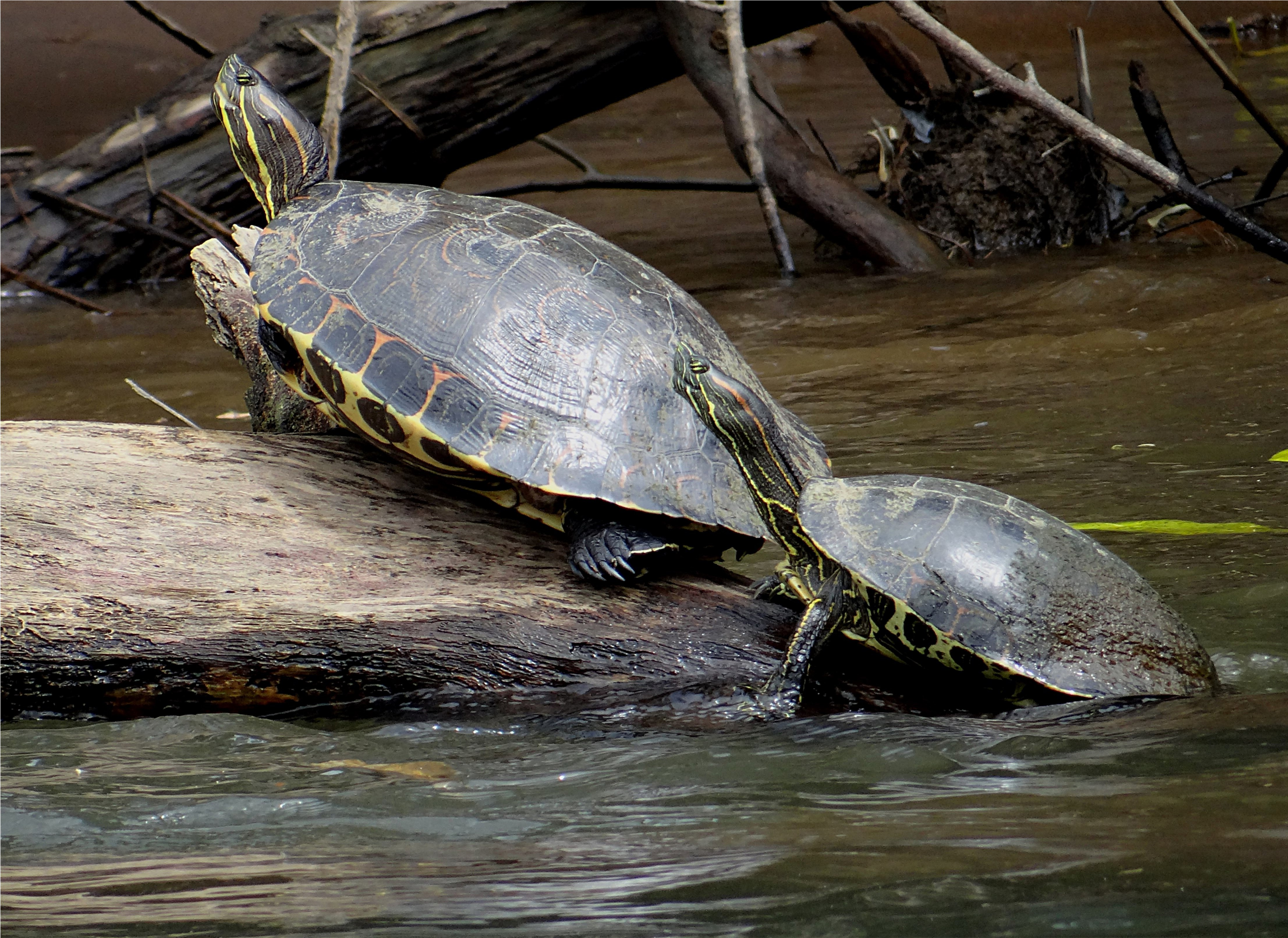
Tortue aquatique
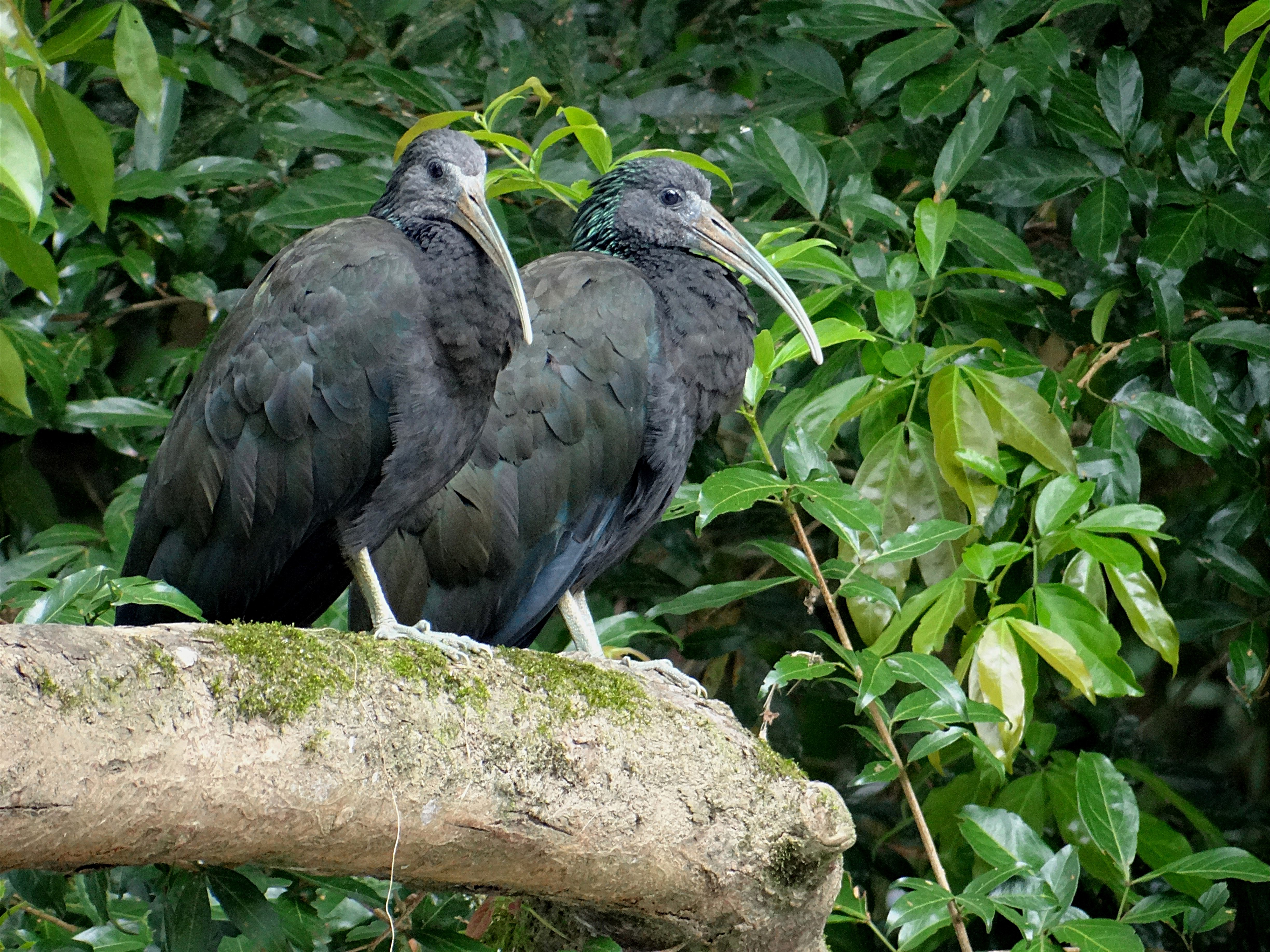
Ibis verts
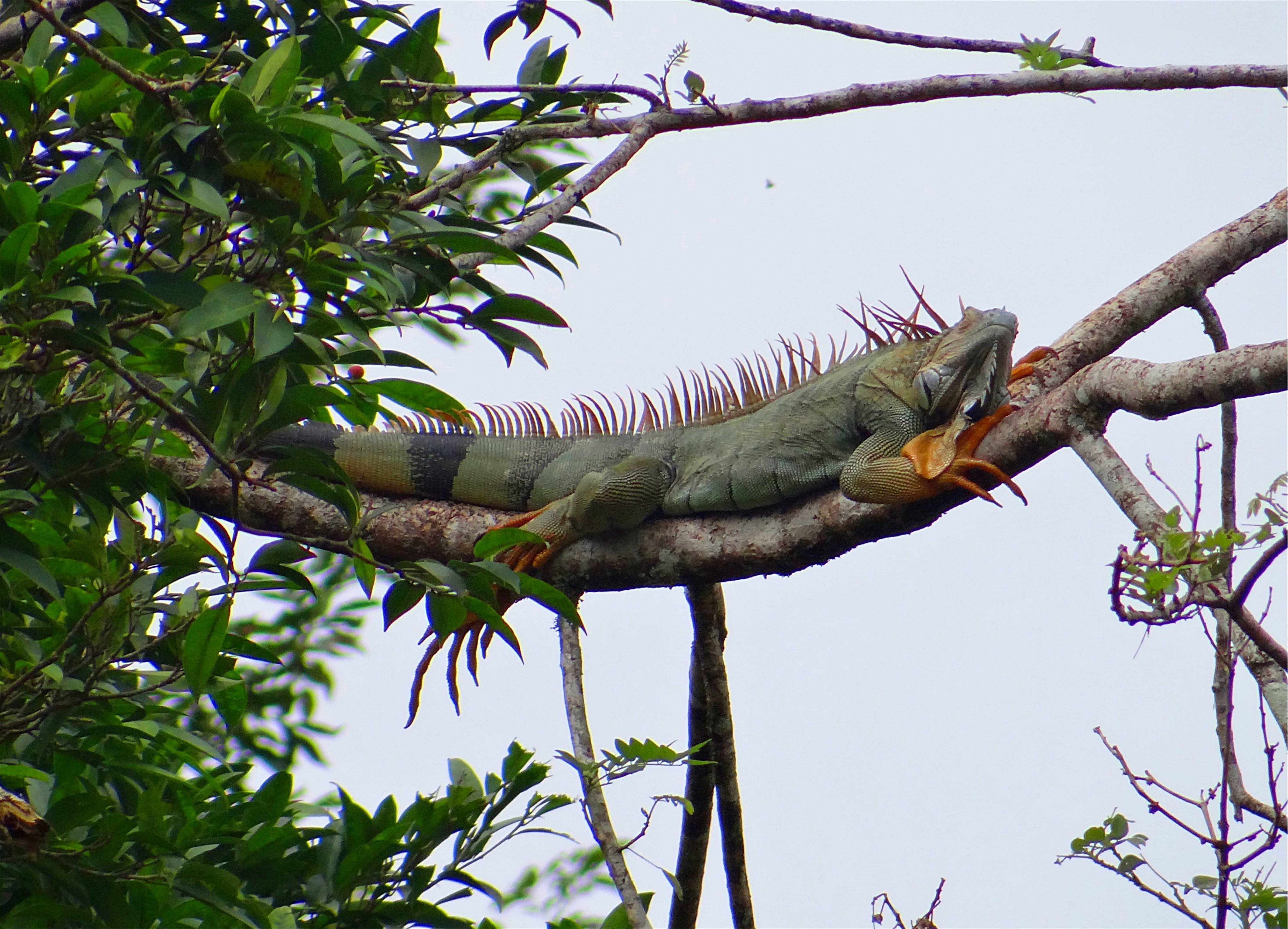
Iguana iguana
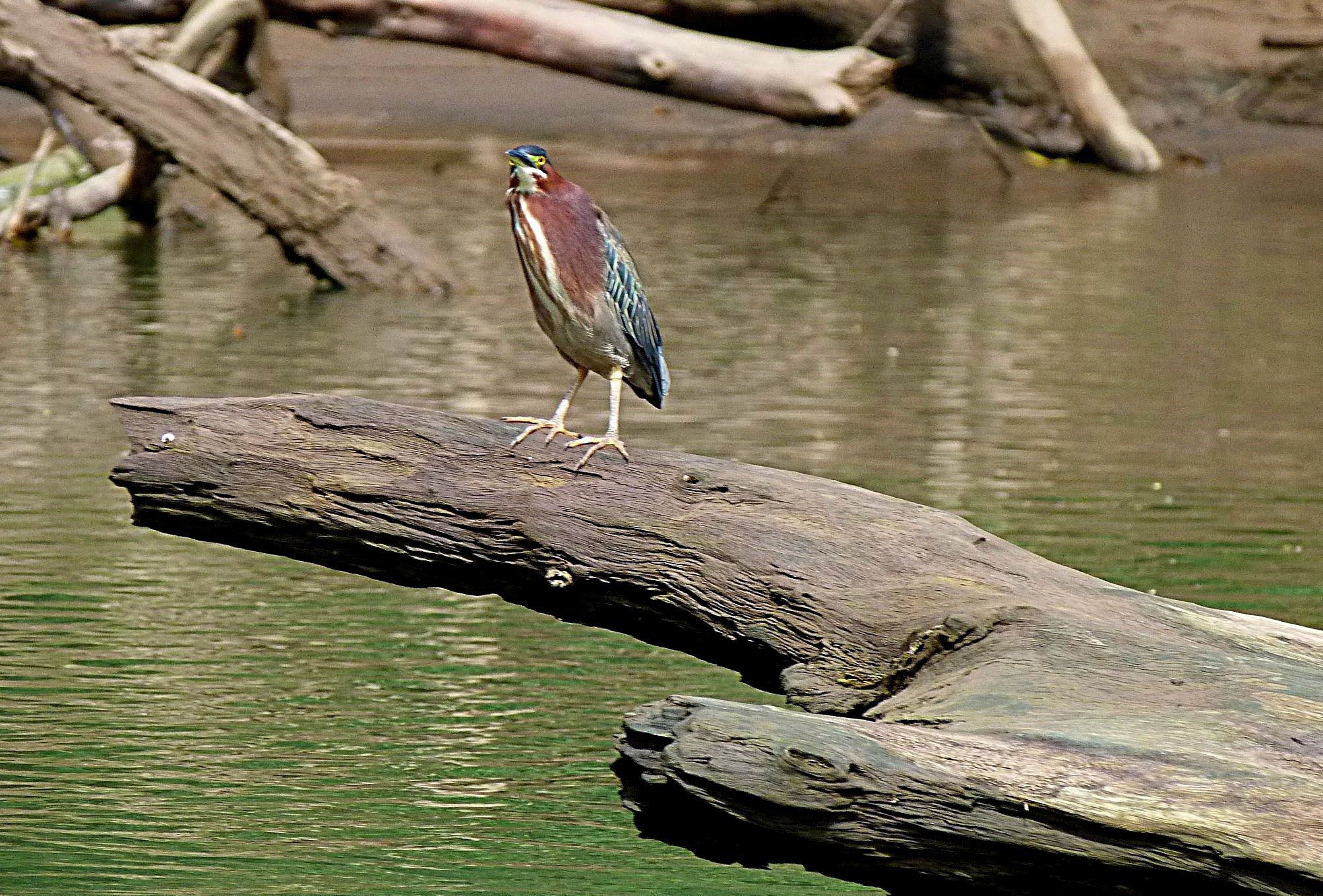
Héron vert
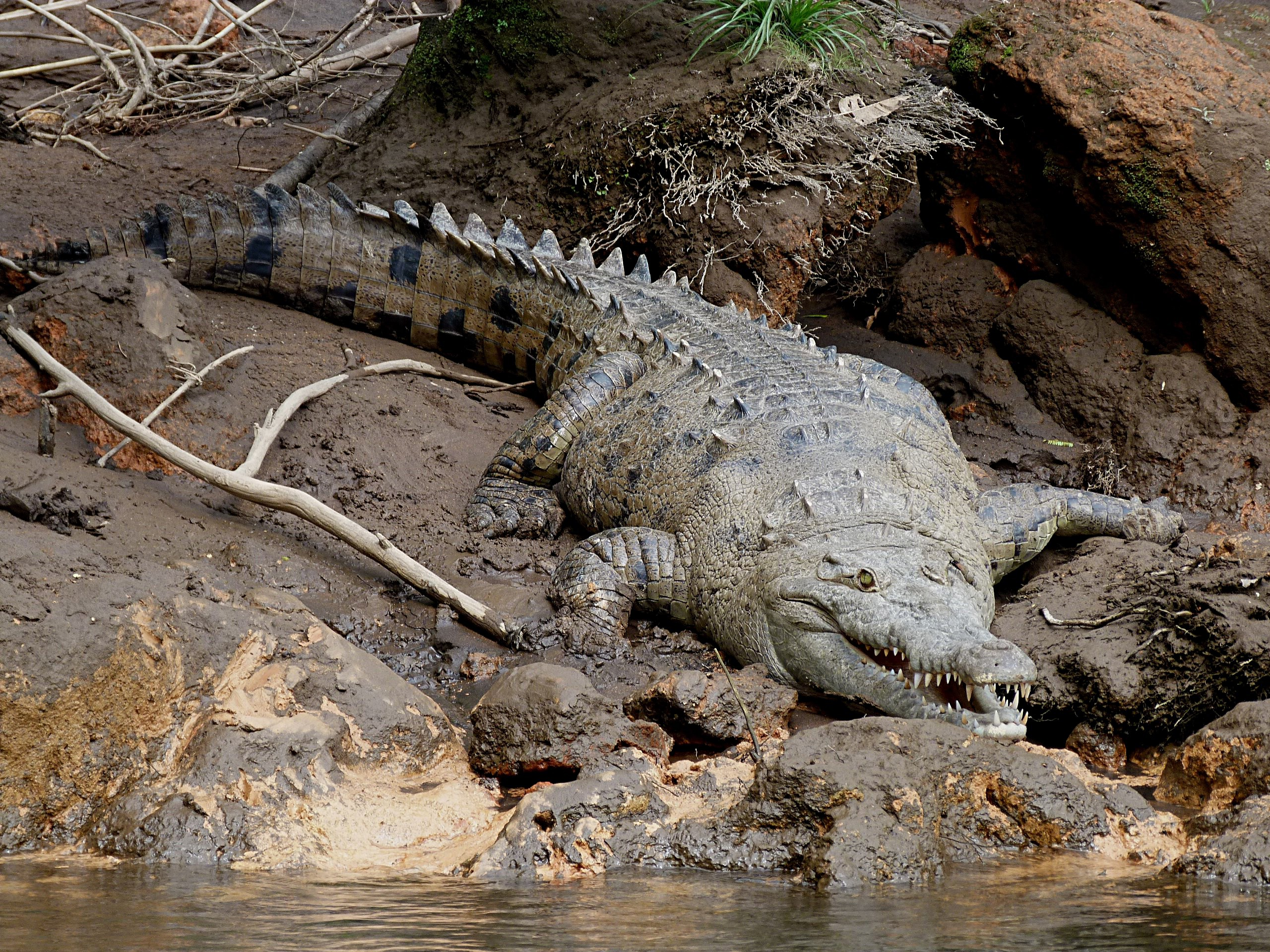
Crocodile américain
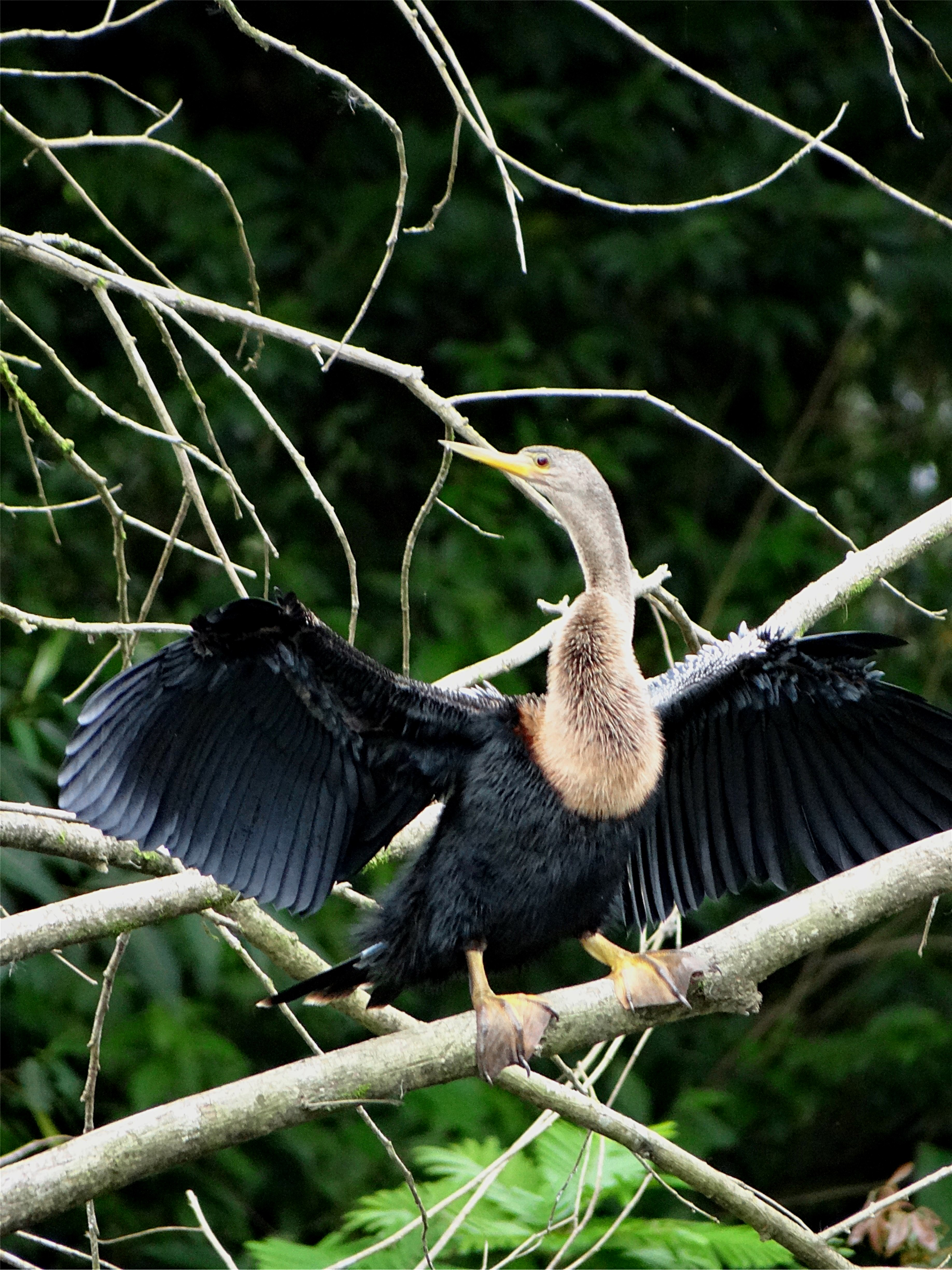
Anhinga d'Amérique